# NGC 7241
NGC 7241 (другие обозначения — PGC 68442, UGC 11968, MCG 3-56-20, ZWG 451.24, 2ZW 174) — галактика в созвездии Пегас.
Этот объект входит в число перечисленных в оригинальной редакции «Нового общего каталога».